# Arrest Aangereden hartpatiënt
Het arrest Aangereden hartpatiënt (HR 21 maart 1975, NJ 1975/372) is een arrest van de Nederlandse Hoge Raad, dat ook bekend is onder de naam Coronaire trombose. Met dit arrest begon de Hoge Raad de causaliteit anders te beoordelen door niet alleen meer naar de voorzienbaarheid te kijken. Niet alleen de rechtstreekse, maar ook de buiten de lijn der normale verwachtingen liggende gevolgen dienen voor rekening te komen van de veroorzaker.

## Casus
Op 25 november 1965 rijdt Van Baar op zijn brommer naar zijn werk. Op een kruising wordt hij aangereden door Waal die op een tractor rijdt. Van Baar kwam van rechts en reed met een normale snelheid. Bij de politie geeft Waal ook toe dat het ongeluk zijn schuld was. In eerste instantie lijkt de aanrijding mee te vallen. Maar een paar uur later overlijdt Van Baar als gevolg van een hartfalen. Aangenomen wordt dat dit komt door de emotie die Van Baar door het ongeluk heeft meegemaakt. Later blijkt dat Van Baar leed aan een hartkwaal: coronaire trombose. Deskundigen verklaren dat echter ook mensen met coronaire trombose slechts zelden zouden overlijden als ze een ongeluk als dit meemaken.

## Procesgang
De verzekeringsmaatschappij die een uitkering heeft gedaan aan de nabestaande van Van Baar wil die schade verhalen. Zij begint een proces tegen de nabestaande van Waal (Waal is inmiddels, ongerelateerd, overleden).
De rechtbank en in hoger beroep het hof wijzen de vordering van de hand. De Hoge Raad vernietigt het arrest van het hof.

### Rechtbank en hof
Zowel de rechtbank als het hof vinden Waal niet aansprakelijk. De reden daarvoor is dat het overlijden van Van Baar niet voor Waal te voorzien was. Immers zelfs, in aanmerking genomen dat hij een hartkwaal had, dan nog komt het gevolg overlijden maar zelden voor. Volgens het hof moet worden aangenomen dat het overlijden:

een zo uitzonderlijk karakter draagt dat dit overlijden voor Waal niet voorzienbaar is geweest, zodat hem ter zake geen verwijt (schuld) treft en de uit dit overlijden voor de Bank voortvloeiende schade derhalve niet aan Waal kan worden toegerekend.

### Hoge Raad
De Hoge Raad is het met dit standpunt niet eens:

dat hieruit voortvloeit dat de dader, die een dergelijke verkeersfout maakt, in beginsel aansprakelijk is voor het dodelijk gevolg, ook al valt de wijze, waarop in een bepaald geval het overlijden van het slachtoffer is ingetreden, aan te merken als zelden voorkomend, of als liggend buiten de lijn van de normale verwachtingen; dat dit –daargelaten het geval van eigen schuld van het slachtoffer– slechts anders is wanneer het overlijden is ingetreden door tussen het aanrijdingsgebeuren en het overlijden van het slachtoffer voorgevallen en buiten het slachtoffer gelegen omstandigheden van zodanige aard dat het overlijden redelijkerwijze niet meer als een gevolg van de aanrijding aan de dader kan worden toegerekend, doch van dergelijke omstandigheden in dit geval niet is gebleken;